# Bassossi jezik
Bassossi jezik (asobse, basosi, basossi, ngen, nsose, nswase, nswose, sosi, swose; ISO 639-3: bsi), nigersko-kongoanski jezik sjeverozapadne bantu skupine, kojim govori 5 000 ljudi (2004 SIL) u kamerunskoj provinciji Southwest; središte je grad Nguti.
S još četiri srodna jezika čini podskupinu ngoe

## Vanjske poveznice
- Ethnologue (14th)
- Ethnologue (15th)